# Nils Ericsonsgatan
Nils Ericsonsgatan är en gata inom stadsdelarna Nordstaden och Gullbergsvass i Göteborg. Den är omkring 345 meter lång och sträcker sig från Kanaltorgsgatan till Norra Hamngatan.
Gatan fick sitt namn 1882 till minne av kanal- och järnvägsbyggaren Nils Ericson, då den ligger intill Göteborgs centralstation. Nils Ericson ansvarade för byggandet av stambanorna i Sverige.